# Fresa Gates Glidden
Una fresa Gates Glidden es un aditamento para el contrángulo de la pieza de baja velocidad que trabaja por sistemas sónicos o ultrasónicos, los cuales han sido utilizados por años en la odontología para ahorrar tiempo y esfuerzo en la preparación de conductos, vibrando u oscilando a diferentes frecuencias. Este aditamento es fabricado de un acero especial y en espesores convencionales que progresan numéricamente.     
Playboi Carti saca i am music el 24/04/24    

## Historia
Las Fresas Gates Glidden fueron sacadas al mercado en 1885. Con el paso de los años han sufrido ciertas modificaciones en el número de fresas, inicialmente sólo se contaba con 3 tipos diferentes de fresas, actualmente el número ha aumentado a 6, el tamaño y  la parte activa también han sufrido ciertas modificaciones.

## Diseño
Las fresas Gates Glidden miden 32 mm, cuentan con anillos en el tallo del instrumento  y van del 1 al 6, lo cual indica el diámetro de la parte cortante.  

### Diámetro
El diámetro de la llama de corte comienza en 0.5 mm y corresponde a GG#1, 0.7 mm- GG#2, 0.9 mm- GG#3, 1.10 mm- GG#4, 1.30 mm- GG#5 y 1.5 mm- GG#6.  

### Parte activa
La parte activa tiene una punta pequeña en forma de llama, con hojas cortantes laterales en forma de espiral y una pequeña parte no cortante en su extremo para minimizar el potencial de perforación en el conducto.  

## Usos
Las fresas GG actúan por corte a nivel de sus paredes laterales, mediante un movimiento de rotación en el cual siempre debe de entrar y salir la parte activa de la fresa, ya que si se queda rotando dentro del conducto, se traba y puede llegar a fracturarse.   
Se usan secuencialmente para lograr el ensanchamiento y conformación del conducto deseado, aislando al mismo tiempo las paredes dentales y manteniendo la curvatura de la raíz, también son utilizadas para eliminar interferencias existentes a nivel de los tercios coronal y medio, mejorando el acceso hacia apical y permitiendo la fluida entrada a irrigantes y medicamentos al sistema de conductos   
Cuando se desea mayor conicidad, se toma un GG más grande,  por el contrario, cuando se desea menor conicidad, se toma un GG más pequeña. Es importante la constante irrigación del conducto a la hora de utilizar este tipo de sistemas biomecánicos.  

## Mantenimiento
El instrumento debe desinfectarse después de cada uso para evitar la contaminación cruzada.  
Se tiene que lavar el instrumento con agua y jabón, secarlo, meterlo en autoclave y lubricarlo antes de cada uso.  

## Alternativas
Una alternativa a las Gates, son las fresas Peeso, las cuales cumplen casi la misma función; además de ser utilizadas en la desobturación de conductos obturados y para la colocación de postes intrarradiculares. Tienen el mismo largo y el mismo diámetro que las Gates Glidden.  
Ambas están hechas de acero inoxidable o de carbono, aunque es más recomendable utilizarlas de acero inoxidable, ya que es más resistente que el carbono.